# Scaphognathus crassirostris
Lo scafognato (Scaphognathus crassirostris) era un rettile volante estinto, appartenente agli pterosauri. Visse nel Giurassico superiore (Kimmeridgiano, circa 150 milioni di anni fa). I suoi resti sono stati ritrovati in Germania.

## Descrizione
Con un'apertura alare di circa un metro, questo animale aveva dimensioni medie per uno pterosauro giurassico. Le dimensioni del corpo e l'aspetto generale dovevano essere piuttosto simili a quelle del ben noto Rhamphorhynchus, vissuto negli stessi luoghi. Rispetto a quest'ultimo, però, Scaphognathus possedeva una struttura più robusta e il cranio in proporzione era più corto. I denti non sporgevano all'infuori delle mascelle, ma erano orientati verticalmente. Le dimensioni della scatola cranica fanno supporre che questo animale possedesse un cervello molto più grande degli altri rettili; in particolare, le aree del cervello connesse con la vista e il movimento erano notevolmente sviluppate. È possibile che il cranio fosse dotato di una cresta formata da un tessuto molle simile alla cheratina.

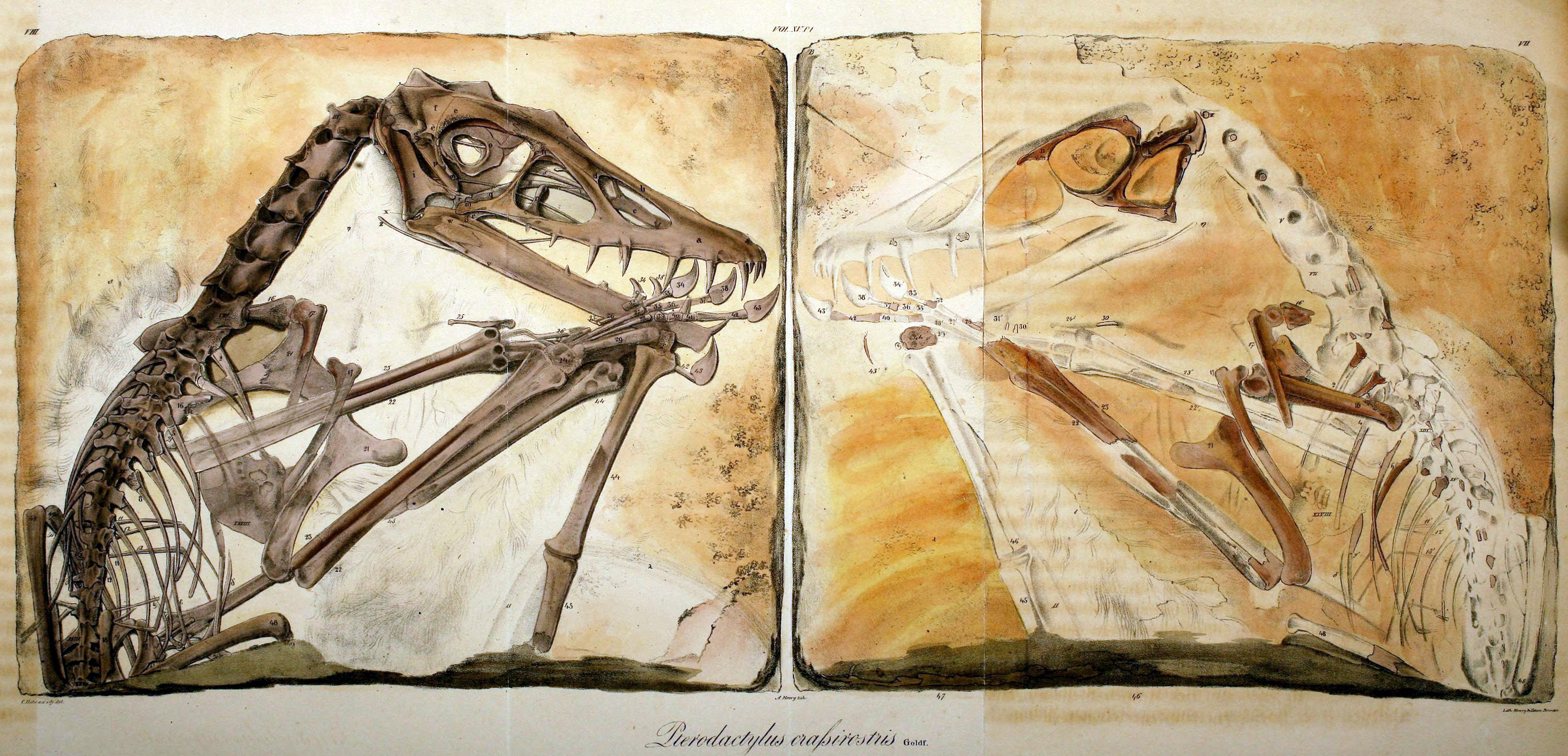
Scheletro di Scaphognathus crassirostris

## Classificazione
Lo scafognato è considerato un rappresentante dei ranforincoidi, il gruppo più primitivo di pterosauri, estintosi alla fine del Giurassico. In particolare, numerose somiglianze sono state riscontrate tra questo animale e Rhamphorhynchus.
Conosciuto per due esemplari fossili rinvenuti nei ben noti strati di Solnhofen ed Eichstatt in Baviera, lo scafognato è stato scoperto per la prima volta nel 1831 ma non era stato riconosciuto come un genere a sé stante e fu attribuito al genere Pterodactylus. Solo nel 1861 venne riconosciuta la vera natura di questo animale grazie alla scoperta del secondo scheletro, più completo. In Nordamerica è stato ritrovato un animale simile ma molto più grande, Harpactognathus.

## Stile di vita
Il cranio robusto e i lunghi denti fanno supporre che lo scafognato fosse un predatore abituato a cacciare piccoli animali come gli insetti. Il grande sviluppo del cervello e delle aree deputate al controllo della vista e del movimento indicano che questo animale era in grado di compiere voli piuttosto complessi, e doveva essere uno dei migliori volatori del Giurassico.